# Komatsu 830E
Komatsu 830E je velik dvo-osni šestkolesni dumper tovornjak razreda ultra. Načrtovalo ga podjetje Komatsu America Corporation (podružnica podjetja Komatsu Ltd.)

Kapaciteta tovora je 231 ton. 830E uporablja dizel-električni pogon.
| Kapaciteta tovora           | 231.000 kg (255 ameriških ton), oz. 147 m3 |
| Moč motorja                 | 1.835 kW (2.461 hp)                        |
| Prazna teža                 | 154.852 kg (170,695 ameriške tone)         |
| Motor                       | Komatsu SDA16V160/Cummins QSK60            |
| Delovna prostornina motorja | 60 L (3.700 cu in)                         |
| Število cilindrov           | 16                                         |
| Pogon                       | Dizel-električni pogon; 4x2                |
| Največja hitrost            | 62 km/h (39 mph)                           |
| Največji naklon terena      | 20%                                        |
| Gros teža                   | 385.852 kg (425,329 ameriške tone)         |
| Dolžina                     | 14,15 m (46,4 ft)                          |
| Širina                      | 7,29 m (23,9 ft)                           |
| Višina                      | 6,88 m (22,6 ft)                           |
| Radij obračanja             | 28,4 m (93 ft)                             |
| Gume F/R                    | 40.00R57                                   |